# Palácio de Ludwigsburg
O Palácio de Ludwigsburg é o maior palácio barroco da Alemanha, rodeado por um grande jardim no mesmo estilo. Está localizado em Ludwigsburg (12 quilômetros a Norte de Estugarda). No seu tempo, era uma das mais sumptuosas Cortes da Europa (de acordo com Giacomo Casanova).

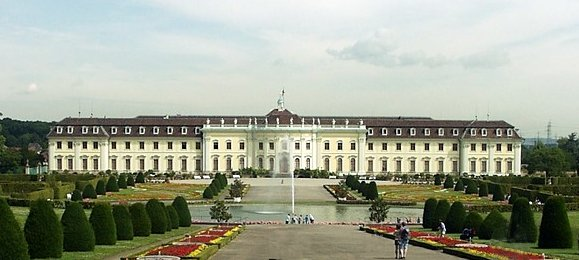
O Palácio de Ludwigsburg.

## História
A primeira pedra foi colocada no dia 17 de Maio de 1704, quando Eberhard Ludwig, 10° Duque de Württemberg (reinante entre 1693 e 1733). Um ano depois, o lugar foi nomeado "Ludwigsburg" (Palácio de Ludwig). Começando como um pavilhão de caça, o projeto tornou-se muito mais complexo e ganhou impulso ao longo dos anos.
Em 17 de Agosto de 1709, o duque estabeleceu a cidade de Ludwigsburg, contígua ao seu palácio. Em 1718, Ludwigsburg tornou-se temporariamente a capital e residência exclusiva dos duques de Württemberg. Mais tarde, os sucessores de Eberhard Ludwig transferiram a residência de volta para Stuttgart.
Em 1733, quando a fase de construção foi finalizada, o estilo barroco triufava absolutamente por toda a Alemanha. Os sucessores de Eberhard Ludwig modificaram o desenho original do palácio. Têm que ser nomeados especialmente o Duque Carl Eugen de Württemberg (1728-1793) e o Rei de Württemberg, Friedrich I de Württemberg (1754-1816).
Actualmente predominam três estilos diferentes: 
- Barroco - por exemplo no Antigo Edifício Principal, Sala de Repouso do Novo Edifício Principal, Edifício dos Gigantes, Pavilhões de Caça e de Jogos, Capela da Corte;
- Rococó - por exemplo na Antiga Capela, Suite Privada do Duque, Novo Edifício Principal (modificações do Duque Carl Eugen);
- Império - por exemplo na Galeria de Mármore, na Câmara de Audiência do Duque, Quarto da Rainha, Biblioteca do Rei (modificações do Rei Friedrich).

Os principais arquitectos que estiveram envolvidos na construção e renovação do palácio foram:
- Johann Friedrich Nette (entre 1704 e 1714);
- Donato Giuseppe Frisoni (entre 1714 e 1733);
- Philippe de La Guêpière (nos anos 1757 e 1758, Teatro do Palácio e renovação do Novo Edifício Principal);
- Friedrich Thouret.

Durante o reinado de Wilhelm I de Württemberg, o palácio e, especialmente, os jardins decaíram gradualmente porque o Rei, ao contrário de seus antecessores, não mostrou interesse pelo Palácio de Ludwigsburg, tendo mostrado preferência pelos seus próprios palácios, um em estilo  mourisco e outro em estilo classissista, siruados em Estugarda.
O palácio de Ludwigsburg não foi destruído durante a Segunda Guerra Mundial, o que permitiu um renascimento do complexo em meados do século XX. Os jardins contínuos mostram um barroco florescente, os quais atraem centenas de milhar de visitantes em cada, abriram em 1953. Actualmente, o palácio e os seus jardins circundantes são apresentados ao público com uma aparência muito próxima daquela que teriam em 1800.
O teatro do palácio (o mais velho teatro preservado da Europa) e a sua maquinaria de palco, de 1758, ainda estão em operação.
Adicionalmente, o Palácio de Ludwigsburg oferece, actualmente, três museus:
- Galeria Barroca (Antigo Edifício Principal) - uma secção da Galeria Estadual de Estugarda - apresenta a colecção de pinturas Barrocas da Galeria Estadual;
- Museu da Porcelana (Novo Edifício Principal) - uma secção do Museu do Estado de Württemberg em Estugarda;
- Museu do Traje Barroco - uma secção do Museu do Estado de Württemberg em Estugarda - apresenta vestuário de 1750 a 1820.

Dois Pavilhões completam o complexo Real de Ludwigsburg: o "Favorito" (construído entre 1713 e 1728) e o "Monrepos" (construído entre 1764 e 1768).